# Brygada pontonowa
Brygada pontonowa – związek taktyczny wojsk inżynieryjnych. Przeznaczony jest do budowy i utrzymania przepraw mostowych. Składa się głównie z kilku batalionów pontonowych, wyposażonych w parki pontonowe, oraz pododdziałów: budowy mostów, technicznych i innych. Brygada pontonowa jest zdolna do samodzielnego zbudowania i utrzymania jednocześnie co najmniej dwóch przepraw mostowych (mosty pontonowe lub kombinowane) przez szeroką przeszkodę wodną.